# Julieta Núñez
Julieta Núñez Tomas es una periodista y productora uruguaya.

## Biografía
Es licenciada en Comunicación de la Universidad de la República y estudió la Universidad Complutense de Madrid.
Ha desarrollado labores periodísticas en: La Diaria y la Agencia EFE, en la actualidad se desempeña en el Semanario Brecha y es parte del equipo periodístico de TV Ciudad.
Núñez Tomas fue galardonada por su artículo «No vale Copiar» publicado en la web «Sala de Redacción» con el Premio Marcelo Jelen en 2020.

### Premios
- 2020, Premio Marcelo Jelen